# Kommissær
Kommissær eller kommissarius er et ældre navn for mange forskellige slags embedsmænd i Danmark. Titlen betegner også et medlem af Europa-Kommissionen.
Kommissarius kaldtes således den embedsmand, som på Kronens vegne og som dens repræsentant var til stede ved
Provinsialstænderforsamlingernes møder og Islands Alting, og som havde ret til at deltage i forhandlingerne, men ikke i afstemningerne. Under stændermøderne i Roskilde og Viborg var A.S. Ørsted kgl. kommissarius. Også ved Nationalbanken fungerede tidligere på Kronens vegne en kommissarius, der efter instruks af 4. juli 1818 stedse skulle være "Kongens Justitsminister"; ifølge en lov af 30. august 1918, § 4 bestemte imidlertid Kongen, til hvilken minister dette hverv skulle overdrages. Endvidere blev navnet brugt om andre ekstraordinært beskikkede embedsmænd, således om ekstraordinære kommissionsdommere, landvæsenskommissærer, forligskommissærer, jernbanekommissærer osv.